# Tyché (planète)
Pour les articles homonymes, voir Tyche.
Ne doit pas être confondu avec Planète Neuf.
Tyché est une ancienne planète hypothétique, géante gazeuse, du Système solaire. Proposée pour la première fois en 1999 par les astrophysiciens John Matese, Patrick Whitman et Daniel Whitmire de l'Université de Louisiane à Lafayette, elle aurait été située dans le nuage de Oort. Ils avançaient que des preuves de l'existence de Tyche pouvaient être observées dans un prétendu biais dans les points d'origine des comètes à longue période. 
En 2011, Matese et Whitmire réévaluent les données sur les comètes et notent que Tyche, si elle existait, serait détectable dans les archives de données collectées par le télescope Wide-field Infrared Survey Explorer (WISE) de la NASA. En 2014, la NASA annonce que l'enquête WISE avait écarté tout objet ayant les caractéristiques de Tyche, indiquant donc qu'une planète telle qu'elle avait été hypothétisée par Matese, Whitman et Whitmire n'existe pas.

## Hypothèse
John Matese et Daniel Whitmire, astrophysiciens de l’université de Louisiane à Lafayette, ont émis cette hypothèse pour la première fois en 1999,,.
Son nom Tyché vient du nom de la divinité grecque Tyché, symbolisant la fortune et la prospérité d’une cité.

## Caractéristiques orbitales et physiques hypothétisées

Vue d'artiste de la ceinture de Kuiper et du nuage de Oort.

John Matese, Patrick Whitman et Daniel Whitmire supposaient les caractéristiques suivantes pour Tyché.
Tyché serait 375 fois plus éloigné du Soleil que le couple Pluton et Charon ou 500 fois plus éloignée du Soleil que Neptune, elle orbiterait donc à une distance d'environ 10 900 unités astronomiques (ou 14 700 ua selon d'autres sources[réf. nécessaire]) soit 0,17 année-lumière (ou 0,23 al) (soit ~2  à   3 mois-lumière). Malgré les importantes incertitudes quant à cette distance, il est très improbable qu'un objet d'une masse de l'ordre de 5 masses joviennes orbite en deçà de 10 000 ua du Soleil, auquel cas cet objet aurait très certainement déjà été détecté. Par ailleurs, la planète orbiterait dans un plan différent des autres planètes, et formerait une large orbite binaire avec le Soleil. Les systèmes binaires à longue période pourraient provenir de la capture de la planète lors de la dissolution d'un amas.
Cette planète serait très certainement, à l'instar de Jupiter, composée majoritairement d'hydrogène.
Néanmoins, malgré sa position par rapport au Soleil, la température de surface serait relativement élevée, de l'ordre de −73 °C (200 K), provenant de la chaleur résiduelle datant de sa formation.

## Remise en cause de l'hypothèse
En 2011, Matese et Whitmire réévaluent les données sur les comètes et notent que Tyche, si elle existait, serait détectable dans les archives de données collectées par le télescope Wide-field Infrared Survey Explorer (WISE) de la NASA. En 2014, la NASA annonce que l'enquête WISE avait écarté tout objet ayant les caractéristiques de Tyche, indiquant donc qu'une planète telle qu'elle avait été hypothétisée par Matese, Whitman et Whitmire n'existe pas.